# Антоний Падуанский
Анто́ний Падуа́нский (лат. Antonius Patavinus, итал. Sant'Antonio di Padova, порт. Santo António de Lisboa; 15 августа 1195, Лиссабон — 13 июня 1231, Падуя) Фернандо де Буйон (Фернанду де Бульойньш, порт. Fernando de Bulhões) — католический святой, проповедник, один из самых знаменитых францисканцев.

## Биография

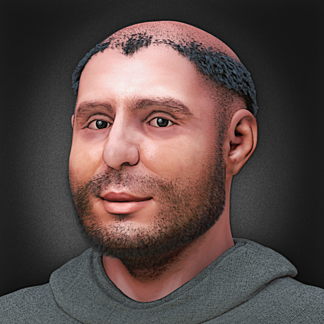
реконструкция лица по черепу Антония Падуанского (работа Сисеро Мораиса)

Будущий великий святой родился в 1195 году в семье знатного лиссабонского рыцаря Мартина де Буйона. При крещении мальчик получил имя Фернандо. Мальчик рос живым и непоседливым, и отец не сомневался, что он пойдёт по его стопам и выберет рыцарскую стезю. Но в юном возрасте Фернандо принял решение стать монахом и поступил в лиссабонский монастырь святого Викентия, принадлежавший ордену регулярных каноников.
Через несколько лет молодой монах разочаровался в затворнической монастырской жизни. Гибель его отца в битве с маврами при Лас-Навас-де-Толоса в 1212 году, а также мученическая смерть в Марокко пятерых францисканцев, с которыми Фернандо познакомился, когда они проезжали через Лиссабон, вызвали в нём горячее желание проповедовать Евангелие. В глубине души он мечтал о мученическом венце, полагая, что не может быть прекраснее смерти, чем смерть за веру.
В 1220 году Фернандо покинул орден регулярных каноников и стал францисканцем, приняв монашеское имя Антоний.
В том же году он предпринял попытку осуществить свою мечту и в сопровождении францисканца по имени Филипп отправился в Марокко, чтобы проповедовать христианство мусульманам. Однако тяжёлая болезнь, настигшая Антония в Африке, заставила их отказаться от своих планов и вернуться в Европу. Во время возвращения корабль попал в жестокий шторм, и был, по счастью, вынесен к берегам Сицилии. Антоний увидел в этом Божью волю и решил остаться в Италии. До самой смерти он больше не увидел родины.
Из Сицилии Антоний направился на генеральный капитул ордена францисканцев, где познакомился с основателем ордена святым Франциском Ассизским. После капитула Антоний по его просьбе был отправлен в удалённый монастырь Монте-Паоло неподалёку от города Форли, где он вёл ничем не примечательную тихую жизнь, как наконец однажды на празднике в Форли он, к удивлению всех и к своему собственному изумлению, победил в дружеском соревновании всех выдающихся ораторов, как своего ордена, так и доминиканского.

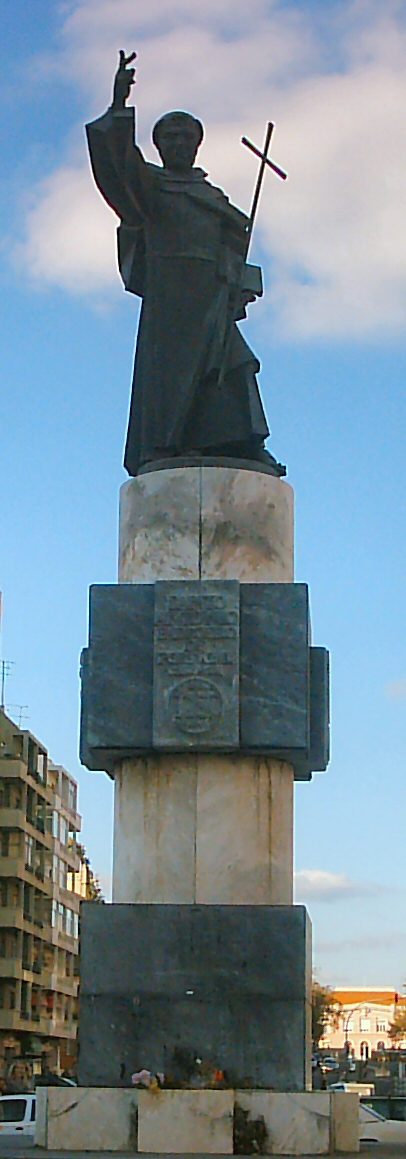
Памятник св. Антонию в Лиссабоне

Вскоре его послали учиться к знаменитому богослову Фоме Галлону, а после окончания занятий Антоний сам стал преподавать богословие в университете Болоньи.
На очередном капитуле ордена Франциск Ассизский поручил Антонию проповедовать в городах северной Италии, охваченной ересью катаров.
Антоний отправился прямо в Римини, город, где у катаров было больше всего сторонников. Пламенные проповеди Антония и совершённые им чудеса быстро возвратили город в лоно Церкви, после чего святой продолжил свою проповедническую деятельность среди еретиков уже на юге Франции. Проповедь св. Антония была успешной даже в Тулузе, городе, принадлежавшему лидеру альбигойцев Раймону Тулузскому.
В 1224 году Антоний стал настоятелем францисканского монастыря около города Ле-Пюи. Слава о его проповеди, чудесах и добродетельной жизни становилась всё шире, его называли «Светоч ордена». На очередном капитуле Антоний был избран провинциалом южной Франции, затем он посетил Сицилию, где основал несколько новых монастырей, а затем его избрали провинциалом Северной Италии, где было неспокойно — гвельфы боролись с гибеллинами, князья-самодуры воевали друг с другом или разбойничали на дорогах.
Понадобилась вся сила ораторского таланта св. Антония и кропотливая работа его собратьев, чтобы привести людей к миру. Самый кровавый тиран Италии Эццелино III да Романо был настолько потрясён смелостью святого, который в одиночку пришёл к нему в замок, что отпустил пленников, заключённых в замке.
Папа Григорий IX предложил Антонию почётный пост в Римской курии, но святой отказался. Его последние годы жизни прошли в Падуе.

## После смерти

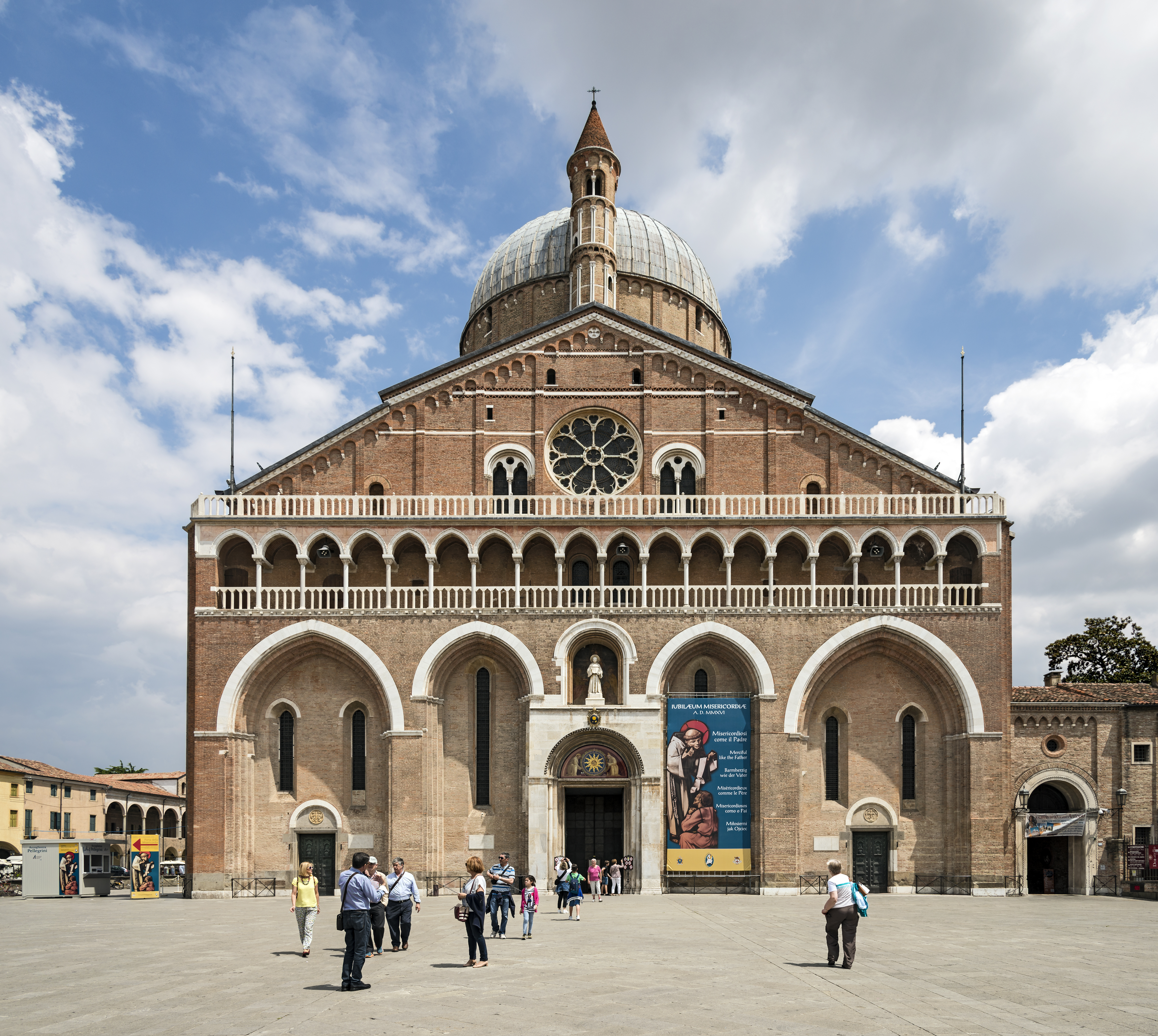
Базилика Святого Антония в Падуе — место его упокоения и главный центр почитания

Святой Антоний был канонизирован почти сразу после смерти — в 1232 году.
В 1263 году его мощи были перенесены в великолепную базилику Святого Антония, которую жители Падуи построили в честь святого. При этом оказалось, что язык и голосовые связки великого проповедника остались в целости и сохранности.
16 января 1946 года папа Пий XII провозгласил святого Антония Падуанского Учителем Церкви.
13 июня 2014 года ученые из университета Падуанского музея антропологии, Антонианского Центра исследований, а также группа 3D-технологов представили воссозданный образ головы св. Антония Падуанского.

## Почитание

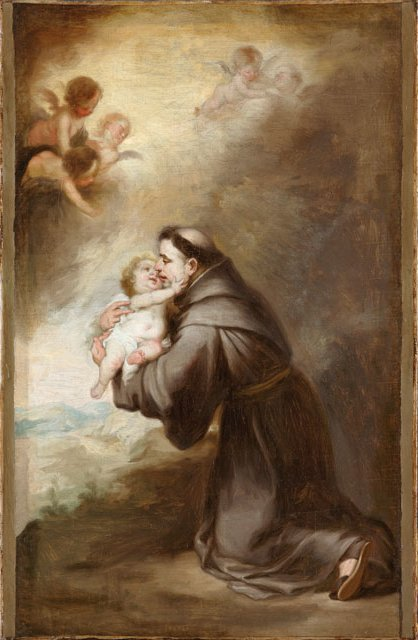
Бартоломе Мурильо Видение святого Антония Падуанского

Святой Антоний считается покровителем Лиссабона и Падуи. В его честь назван город Сан-Антонио в США. Также он считается покровителем бедных и путешествующих. К святому Антонию обращаются как к помощнику в обретении утраченных ценностей. С конца XIX века распространился обычай называть пожертвования на бедных, собранные в церкви, «хлебом святого Антония».
Святого Антония считали своим покровителем многочисленные церковные братства. Существует небольшая монашеская женская конгрегация — «сёстры святого Антония», занимающаяся благотворительной деятельностью.
Память святого Антония в Католической церкви — 13 июня.

## Иконография
Картины, посвященные святому Антонию, как правило, отражают события его жизни, главным образом, совершённые им чудеса: проповедь рыбам (Веронезе), явление младенца Иисуса (Мурильо и Ван Дейк), чудо с ослом, вставшим на колени перед Святыми Дарами («Чудо св. Антония», неизвестный фламандский художник XVI века), Джотто изобразил св. Антония во время проповеди. Картины о святом Антонии есть также у Сурбарана, Тициана и других великих художников.